# MVP LNB Pro B
MVP LNB Pro B – nagroda przyznawana co sezon przez ligę koszykarską LNB Pro B (II poziom rozgrywkowy w kraju) we Francji najlepszemu zawodnikowi fazy zasadniczej sezonu. Wcześniej przyznawano osobne nagrody, najlepszemu zawodnikowi francuskiemu oraz obcokrajowcowi, od sezonu 2014/2015 jest już przyznawana tylko jedna nagroda dla najlepszego gracza bez podziału na pochodzenie. 

## Oddzielne nagrody (1992–2014)
| Rok  | Francuski MVP                           | Zagraniczny MVP                    |
| ---- | --------------------------------------- | ---------------------------------- |
| 1992 | Patrick Cham (Levallois)                | Terence Stansbury (Levallois)      |
| 1993 | Moustapha Sonko (Sceaux)                | Winston Crite (Sceaux)             |
| 1994 | Bruno Hamm (Strasburg)                  | James Banks (Nancy)                |
| 1995 | Frédéric Hufnagel (La Rochelle)         | James Banks (Caen)                 |
| 1996 | Karim Gharbi (Hyères Toulon)            | David Booth (Tuluza)               |
| 1997 | David Condouant (Vichy)                 | Geoff Lear (Hyères Toulon)         |
| 1998 | Jimmy Vérove (Brest)                    | Larry Terry (Miluza)               |
| 1999 | Ahmadou Keita (Strasburg)               | Jarod Stevenson (Strasburg)        |
| 2000 | Charles-Henri Grétouce (Bondy)          | Elliot Hatcher (Vichy)             |
| 2001 | Laurent Cazalon (Roanne)                | Floyd Miller (Hyères Toulon)       |
| 2002 | Jean-Philippe Tailleman (Golbey-Epinal) | Rahshon Turner (Vichy)             |
| 2003 | Cyril Akpomedah (Châlons-en-Champagne)  | Mike Jones (Reims / Saint-Quentin) |
| 2004 | David Melody (Clermont-Ferrand)         | Ondřej Starosta (Saint-Quentin)    |
| 2005 | Stephen Brun (Brest)                    | Tyson Patterson (Brest)            |
| 2006 | Raphaël Desroses (Angers)               | Cedrick Banks (Besançon)           |
| 2007 | Joachim Ekanga-Ehawa (Nanterre)         | Jimmal Ball (Vichy)                |
| 2008 | Adrien Moerman (Nanterre)               | Rashaun Freeman (Nantes)           |
| 2009 | Jimmal Ball (Paryż-Levallois)           | Errick Craven (Clermont)           |
| 2010 | Moussa Badiane (Aix-les-Bains)          | Teddy Gipson (Pau-Lacq-Orthez)     |
| 2011 | Philippe da Silva (ALM Évreux)          | Nate Carter (Nanterre)             |
| 2012 | Joseph Gomis (Limoges)                  | Chris Massie (Limoges)             |
| 2013 | Mam Jaiteh (Boulogne-sur-Mer)           | Jeremiah Wood (Évreux)             |
| 2014 | Michel Morandais (Châlons-Reims)        | Zachery Peacock (Boulogne-sur-Mer) |

## Zunifikowana nagroda (od 2014)

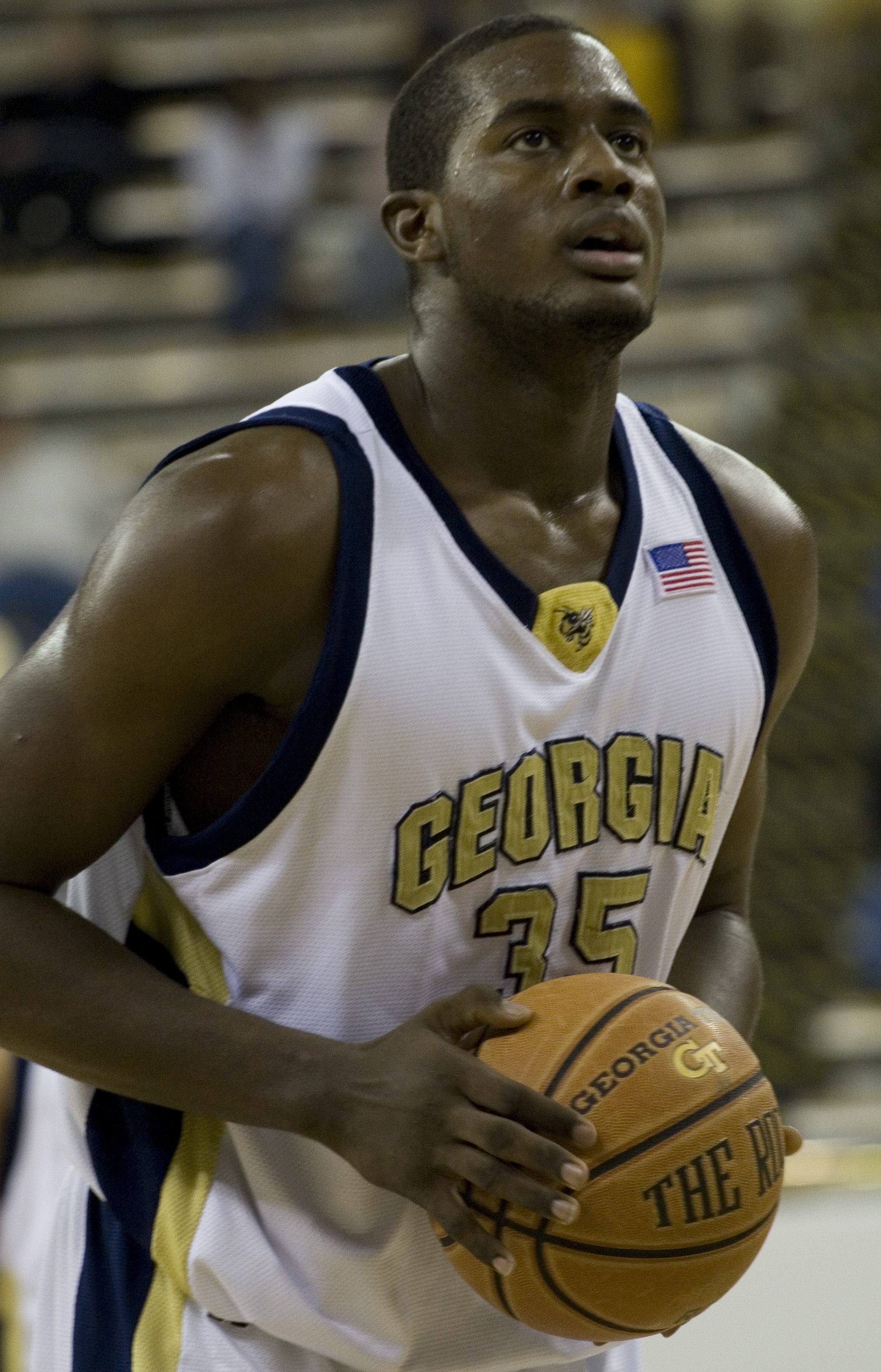
Zachery Peacock zdobył nagrodę w 2017, prowadząc swoja drużynę do mistrzostwa Pro B.

| ^            | Oznacza nadal aktywnego zawodnika Pro B                         |
| *            | Oznacza członka Galerii Sław FIBA                               |
|              | Oznacza zawodnika, który zdobył w tym samym sezonie mistrzostwo |
| Zawodnik (X) | Oznacza kolejną nagrodę, przyznaną temu samemu zawodnikowi      |

| Sezon   | Zawodnik                  | Pozycja       | Narodowość        | Zespół         | Przyp.        |
| ------- | ------------------------- | ------------- | ----------------- | -------------- | ------------- |
| 2014–15 | Davante Gardner           | PF            | Stany Zjednoczone | HTV            | [ 2 ]         |
| 2015–16 | Joe Burton                | PF/C          | Stany Zjednoczone | ALM Évreux     | [ 3 ]         |
| 2016–17 | Zachery Peacock           | PF/C          | Stany Zjednoczone | JL Bourg       | [ 4 ]         |
| 2017–18 | Tyren Johnson             | PF            | Stany Zjednoczone | ADA Blois      | [ 5 ]         |
| 2018–19 | Brandon Jefferson         | PG            | Stany Zjednoczone | Orléans Loiret | [ 6 ]         |
| 2019–20 | Nie przyznano             | Nie przyznano | Nie przyznano     | Nie przyznano  | Nie przyznano |
| 2020–21 | Parker Jackson-Cartwright | PG            | Stany Zjednoczone | Saint-Quentin  | [ 7 ]         |
| 2021–22 | James Batemon III         | G             | Stany Zjednoczone | Tours          | [ 8 ]         |